# 运用保甲组织防止异党活动办法
《運用保甲組織防止異黨活動辦法》，是1939年11月中旬，中國國民黨五屆六中全會通過並發佈的以軍事限共為主、政治限共為輔的方針之一，同时通过的還有《防制異黨活動辦法》、《共黨問題處置辦法》、《淪陷區防範共黨辦法草案》等，目的在對中國共產黨進行防範、限制、排斥乃至打擊；並於1939年底至1940年春掀起第一次反共高潮。

## 简介
南京国民政府成立后，1928年10月，中国国民党中央党部颁布的下层工作纲领将推行保甲列为七项运动之一，“保甲运动，遂为安定地方秩序之要图”，但当时未能推行。1931年国民政府对中国共产党发动第三次围剿时，蒋介石命人研究保甲制，同年6月在江西修水等43县试行，结果“对于剿匪工作颇多协助”。1932年8月，颁布《剿匪区内各县编查保甲户口条例》及《豫鄂皖三省剿匪总司令部施行保甲训令》，命令在剿匪区内推行保甲制。随后推行范围逐渐扩大。保甲制成为中国国民党控制基层，防止中国共产党活动的办法之一。
1938年1月，召开中国国民党临时全国代表大会，决定抗战和建国同时进行。1939年9月19日，国民政府颁布《县各级组织纲要》，实行“新县制”。“新县制”的推行一直持续到1949年中国国民党在大陆统治的终结。“新县制”使国民政府基层政权组织更加党化、军事化、特务化、警察化。
1939年11月中旬，中国国民党五屆六中全会秘密通过了《运用保甲组织防止异党活动办法》等文件。该《办法》配合了“新县制”的推行，其主要宗旨是利用中国农村基层的保甲组织以防止异党（中国共产党）的活动，同时发展本党（中国国民党）基层组织。1940年，国民政府内政部和中国国民党中央组织部在致国民精神总动员总会的《运用保甲组织防止异党活动办法》极机密函中要求，“保甲内应尽量发展本党组织，保甲长除非常时期保甲长选用办法选用外，并应以本党党员充任为原则，未入党者，设法介绍其入党”，“中央调查统计局各地之情报网，或特工人员，应与当地保甲长中之忠实同志（事先须经过严密考查）设法取得密切联系”，“上级党政机关对于保甲长之思想行动应注意考查，如发现有错误者，应即予纠正或惩办。”
该《办法》推动中国国民党控制基层保甲组织，对中国国民党的基层发展及保甲组织的演变都具有影响。例如中国国民党衡山县组织根据该《办法》的精神，自1945年以后大力发展中国国民党党员和三青团团员，至1948年党团统一时，全县共5500多名中国国民党党员，在全县共设8个指导区，28个区党部，206个区分部，全县348个保1700多名执事人员（保长、副保长、干事）当中有70%是中国国民党党员，其中348名保长中超过95%是中国国民党党员，3417名甲长中有44%即1500多名是中国国民党党员。